# 點線鰓棘鱸
點線鰓棘鱸（廣東俗称花面星斑；台灣俗称紅條、虎條），為輻鰭魚綱鱸形目鱸亞目鮨科的其中一種；分布於西太平洋區，包括菲律賓、印尼、巴布亞紐幾內亞、澳洲東北部、加羅林群島、馬紹爾群島、所羅門群島等海域，棲息深度3-30公尺，體長可達75公分，生活在外海礁坡，為底棲性魚類，屬肉食性，以甲殼類、魚類為食，可作為食用魚，有雪卡魚毒的報告。

## 擴展閱讀
維基物種上的相關：點線鰓棘鱸